# Погана партія
«Погана партія» (англ. The Bad Batch) — американський романтичний антиутопічний фільм-трилер, знятий Аною Лілі Амірпур. Світова прем'єра стрічки відбулась 6 вересня 2016 року на Венеційському кінофестивалі. Фільм розповідає про канібала на прізвисько Людина з Маямі, який закохується в свою потенційну їжу.

## Сюжет
Фільм розповідає про викинуту зі звичного соціуму юну дівчину, яка намагається знайти себе в новому постапокаліптичному світі, одночасно долаючи травму інвалідності. На її шляху зустрічаються канібал на прізвисько Людина з Маямі і його маленька дочка Хані, які врешті-решт стають її новою сім'єю.

## У ролях
- С'юкі Вотергаус — Саманта
- Джейсон Момоа — Джо
- Джайда Фінк — Honey
- Джим Керрі — Пітер
- Кіану Рівз — Роквелл
- Джованні Рібізі — Боббі
- Дієго Луна — Джиммі

## Визнання
| Нагороди та номінації фільму «Погана партія» | Нагороди та номінації фільму «Погана партія» | Нагороди та номінації фільму «Погана партія» | Нагороди та номінації фільму «Погана партія» | Нагороди та номінації фільму «Погана партія» | Нагороди та номінації фільму «Погана партія» |
| Рік                                          | Кінопремія / Кінофестиваль                   | Категорія / Нагорода                         | Номінант                                     | Результат                                    |                                              |
| -------------------------------------------- | -------------------------------------------- | -------------------------------------------- | -------------------------------------------- | -------------------------------------------- | -------------------------------------------- |
| 2016                                         | Венеційський кінофестиваль                   | «Золотий лев» за найкращий фільм             | «Погана партія»                              | Номінація                                    |                                              |
| 2016                                         | Венеційський кінофестиваль                   | Спеціальний приз журі                        | «Погана партія»                              | Перемога                                     |                                              |